# Oleksandr Yazlovetskiy
Oleksandr Jaslovezkyj (em ucraniano: Олександр Язловецький; Sharhorod, SSR ucraniano, 2 de março de 1979) é um clérigo ucraniano e bispo auxiliar católico romano em Kiev-Zhytomyr.

## Biografia
Oleksandr Jaslovezkyj estudou no seminário em Horodok e recebeu o sacramento da ordenação para a Diocese de Kamyanets-Podilskyi em 26 de junho de 2004, do Bispo Maksymilian Leonid Dubrawski OFM.
No início, trabalhou na pastoral e também na formação de sacerdotes. De 2006 a 2013 estudou em Roma na Pontifícia Universidade Lateranense e recebeu seu doutorado em direito canônico. Ele foi então sub-regente e ecônomo do seminário em Horodok, que dirigiu como regente a partir de 2014. Desde 2018, era chanceler da cúria diocesana de Kiev-Zhytomyr.
Em 18 de setembro de 2019, o Papa Francisco o nomeou Bispo Titular de Tulana e Bispo Auxiliar de Kiev-Zhytomyr. O Núncio Apostólico na Ucrânia, Dom Claudio Gugerotti, ordenou-o bispo em 9 de novembro do mesmo ano, na Co-Catedral de Santo Alexandre, Kiev. Os principais co-consagradores foram o bispo de Kiev-Zhytomyr, Vitaly Kryvyzkyj SDB, e o bispo de Kamianets-Podilskyj, Maksymilian Leonid Dubrawski OFM.
O bispo Yazlovetsky é presidente da organização humanitária e de caridade Caritas Spes.